# Указ №227
Заповед №227 от 28 юли 1942 г. е издадена от Йосиф Сталин в качеството му на народен комисар на отбраната на СССР. Заповедта е известна още като Заповед „Нито крачка назад!“ (на руски: „Ни шагу назад!“).
Заповедта разпорежда във всеки фронт да бъдат създадени от един до три наказателни батальона (на руски: штрафной батальон, съкратено штрафбат), съставени от средни и старши командири и политически работници, които са нарушили дисциплината от страх и психическа неустойчивост. Тези отряди трябва да бъдат изпращани на най-трудните участъци от фронта, „за да им се даде възможност да изкупят с кръв престъпленията си срещу Родината“.
Заповядва се създаването във всяка армия на три до пет добре въоръжени заградителни отряда (на руски: заградительный отряд, съкратено заградотряд) за разстрел на всички, които отстъпват.
Заповядва се създаването във всяка армия от пет до десет (в зависимост от обстановката) наказателни роти (на руски: штрафная рота), в които се насочват редовите бойци и младшите командири, нарушили военната дисциплина поради страхливост или психическа неустойчивост. Тези роти се разполагат на най-трудните участъци на фронта, „за да им се даде възможност да изкупят с кръв престъпленията си срещу Родината“.
Военните съвети на фронтовете и командващите фронтове следва незабавно да свалят от длъжност и да изпращат в Ставката (върховното командване на Червената армия) съдене от военен съд всички командири на армии, допуснали подчинените им войски да отстъпват без заповед от фронтовото командване. Военните съвети и командващите армии по същия ред незабавно да свалят от длъжност и да отправят на военен съд провинилите се в отстъпление командири и комисари на корпуси и дивизии. Командирите и комисарите на корпуси и дивизии по същия ред свалят от длъжност, отнемат всички ордени и медали и изпращат на военен съд провинилите се в страхливост командири и комисари на полкове и батальони.
И двете мерки са цитирани в уводната част като успешно използвани от германците по време на тяхното зимно отстъпление.
Никой командир няма право да отстъпва без заповед. Нарушителите подлежат на съд от военен трибунал.

## Уикиизточник
- ((ru)) Указ № 227 – оригиналният текст на руски
- ((en)) Указ № 227 – превод на английски